# Llebre
|  | «Lepus» redirigeix aquí. Vegeu-ne altres significats a «Lepus (desambiguació)». |

Les llebres (Lepus) són un gènere d'animals de l'ordre dels lagomorfs i dins la família dels lepòrids. Conté unes 30 espècies i tenen una distribució gairebé cosmopolita.
La característica morfològica distintiva de les llebres (que les diferencia a ull nu dels conills) és la presència d'unes orelles grosses amb la punta negra, a banda d'un cos més llarg i comprimit lateralment.
Els hàbits de vida dels lepòrids inclouen el fet d'ésser animals vegetarians i més aviat nocturns. No fan llodrigueres o caus sota terra, sinó que les cries neixen en nius superficials entre l'herba i ja molt desenvolupades, amb pèl i amb els ulls oberts al contrari que els conills.
La cria de la llebre rep diversos noms en català com ara llebretó, llebretí o llebrau i, quan és jove, se l'anomena farnaca. El xiscle que emeten, així com el de la rata i el porc, s'anomena güell en català.
Pel que fa a l'espècie més àmpliament distribuïda als Països Catalans, és comuna la llebre europea (Lepus europaeus), tot i que actualment en regressió.

## Classificació
- Gènere Lepus 
  - Subgènere Macrotolagus
    - Lepus alleni

  - Subgènere Poecilolagus
    - Lepus americanus

  - Subgènere Lepus
    - Lepus arcticus
    - Lepus othus
    - Lepus timidus

  - Subgènere Proeulagus
    - Lepus californicus
    - Lepus callotis
    - Lepus capensis
    - Lepus flavigularis
    - Lepus insularis
    - Lepus saxatilis
    - Lepus tibetanus
    - Lepus tolai

  - Subgènere Eulagos
    - Lepus castroviejoi
    - Lepus comus
    - Lepus coreanus
    - Lepus corsicanus
    - Lepus europaeus
    - Lepus granatensis
    - Lepus mandschuricus
    - Lepus oiostolus
    - Lepus starcki
    - Lepus townsendii

  - Subgènere Sabanalagus
    - Lepus fagani
    - Lepus microtis

  - Subgènere Indolagus
    - Lepus hainanus
    - Lepus nigricollis
    - Lepus peguensis

  - Subgènere Sinolagus
    - Lepus sinensis

  - Subgènere Tarimolagus
    - Lepus yarkandensis

  - Subgènere incertae sedis
    - Lepus brachyurus
    - Lepus habessinicus

## En la cultura popular
En les representacions catòliques de l'edat mitjana, la llebre encarnava el mal per la seva fertilitat. Les tres llebres són un motiu iconogràfic.